# جون تورنبول
جون تورنبول (30 يونيو 1935 في نيوزيلندا - ) (بالإنجليزية: John Turnbull)‏ هو لاعب كريكت نيوزلندي.

## وصلات خارجية
- جون تورنبول على موقع إي آس بي آن كريك إنفو (الإنجليزية)